# Bhimbetka
Skalní úkryty Bhimbetka je archeologické naleziště v Indii v centrálním státě Madhjapradéš. Nachází se zde množství skalních úkrytů jsou vyzdobenych množstvím nástěnných maleb, jejichž původ sahá do doby kamenné. Stáří maleb je odhadováno až na 30 000 let, což je řadí k nejstarším na světě.
Od roku 2003 jsou součástí světového dědictví.